# Национальный театр бунраку

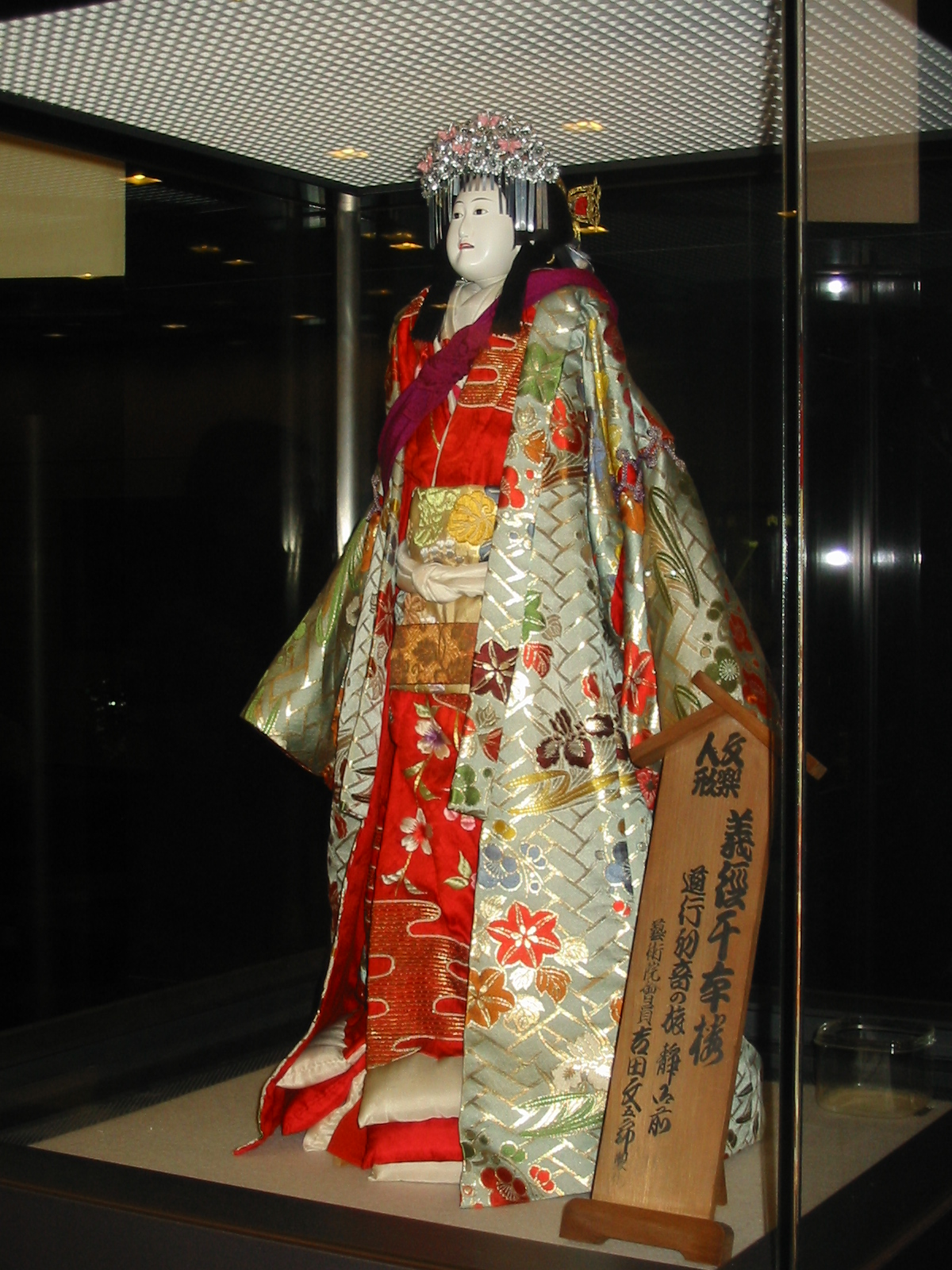
Кукла в Национальном театре бунраку

Национальный театр бунраку (яп. 国立文楽劇場 кокурицу бунраку гэкидзё:) — государственный театр традиционного японского искусства бунраку. Расположен в районе Тюо города Осака префектуры Осака.
Национальный театр бунраку был основан в 1984 году. Он стал четвёртым государственным театром страны и главной театральной сценой традиционного японского театра кукол бунраку.
Театр находится в подчинении Ассоциации содействия развитию традиционных искусств Японии. Последняя является независимым административным учреждением в составе Министерства образования, культуры, спорта, науки и технологий Японии.
Здание театра имеет два зала и выставочную комнату. В большом зале, который рассчитан на 700 мест, проводятся преимущественно спектакли бунраку и буё. В малом зале устраиваются спектакли других традиционных видов искусства — ракуго, мандзай, исполняется японская музыка и т. д.